# Isla de Baleal
Isla de Baleal (en portugués: Ilha do Baleal) es una pequeña isla situada al norte de Peniche, en la región más rica en el Oeste de Portugal, separada del continente, formando una playa de arena blanca y fina. A lo largo de la bahía están también la isleta das Pombas y el islote de Fora.
Baleal heredó este nombre por la función que estas rocas desempeñaron en la antigua caza de ballenas (en portugués: Baleação o caça às baleias) Esta pequeña isla fue el lugar de ajuste de las ballenas en su ruta de migración a los mares del norte siendo el blanco de los pescadores de la localidad de Atouguia da Baleia.
Integrada en la región de Peniche, Baleal se convirtió en un lugar de vacaciones con un potencial importante para los deportes acuáticos casi sin igual en toda Europa. Debido a su formato tipo península, Baleal y Peniche ofrecen condiciones únicas en Europa para el surf y bodyboard, existentes en las escuelas locales para la educación de todos los deportes.
Fue precisamente la playa de Baleal que surgió en 1993 la primera escuela de surf y campamento en Peniche. La Escuela de Surf Baleal - Baleal Surf Camp, fue una pionera de esta actividad en la región.